# Chlorurus bowersi
Chlorurus bowersi es una especie de peces de la familia Scaridae en el orden de los Perciformes.

## Morfología
• Los machos pueden llegar alcanzar los 40 cm de longitud total.

## Distribución geográfica
Se encuentra en las Filipinas,  Java (Indonesia), las Islas Ryukyu y República de Palau.